# Cantó de Sarrebourg
El cantó de Sarrebourg és un cantó francès del departament del Mosel·la, situat al districte de Sarrebourg. Té 23 municipis i el cap és Sarrebourg.

## Municipis
- Barchain
- Bébing
- Brouderdorff
- Buhl-Lorraine
- Diane-Capelle
- Harreberg (Hoerberj)
- Hartzviller (Hortwiller)
- Haut-Clocher
- Hesse
- Hommarting (Hummeding)
- Hommert
- Imling
- Kerprich-aux-Bois
- Langatte (Land)
- Niderviller
- Plaine-de-Walsch
- Réding
- Rhodes
- Sarrebourg (Sààrburi)
- Schneckenbusch (Schneggebesch)
- Troisfontaines
- Walscheid
- Xouaxange

## Història
| Data d'elecció                           | Identitat          | Partit           | Qualitat |
| ---------------------------------------- | ------------------ | ---------------- | -------- |
| 1945-1962                                | Ottmar Hansch      | RPF, després UNR |          |
| 1962-1967                                | Henri Karcher      | UNR              |          |
| 1967-1973                                | André Vataux       | Divers droite    |          |
| 1973-1998                                | Aloyse Warhouver   | UDF-CDS          |          |
| 1998-2002                                | Alain Marty        | RPR              |          |
| 2002-                                    | Jean-Pierre Spreng | UMP              |          |
| les dades anteriors no són pas conegudes |                    |                  |          |
|                                          |                    |                  |          |

## Demografia
| A partir de 1990 : Població sense dobles comptes |